# Last Year's Timetable
Last Year's Timetable è un cortometraggio muto del 1909 diretto da Lewin Fitzhamon.

## Trama
Una ragazza sogna che il fidanzato marinaio abbia un'altra, ma poi lui ritorna da lei.

## Produzione
Il film fu prodotto dalla Hepworth.

## Distribuzione
Distribuito dalla Hepworth, il film - un cortometraggio di 129,54 metri - uscì nelle sale cinematografiche britanniche nel gennaio 1909.
Si conoscono pochi dati del film che, prodotto dalla Hepworth, fu distrutto nel 1924 dallo stesso produttore, Cecil M. Hepworth. Fallito, in gravissime difficoltà finanziarie, il produttore pensò in questo modo di poter almeno recuperare il nitrato d'argento della pellicola.